# Frohes Fest (Album)
Frohes Fest ist das erste Weihnachtsalbum der deutschen Rock-Musikgruppe Unheilig. Es erschien am 28. Oktober 2002 und wurde am 3. Juli 2009 wiederveröffentlicht. Nach dem großen Single-Erfolg von Geboren um zu leben und dem siebten Studioalbum Große Freiheit im Jahr 2010, konnte sich das Album acht Jahre nach der Erstveröffentlichung in den Charts positionieren.

## Stil und Inhalt
Außer allgemein bekannten Weihnachtsliedern wie O Tannenbaum und Stille Nacht, heilige Nacht wurden auch weniger gängige wie Still, still, still oder Als ich bei meinen Schafen wacht aufgenommen. Die Stücke sind recht düster, an den bekannten Unheilig-Stil angelehnt, interpretiert, Elektroelemente werden etwas verwendet.

## Tannenbaum (EP)
Tannenbaum ist eine Bonus-EP zu Frohes Fest. Einzeln ist sie nicht erhältlich. Sie ist auf 2.000 Einheiten limitiert. Die Erstveröffentlichung war am 28. Oktober 2002 in Deutschland, in Österreich und der Schweiz ist die EP nur als Download zu erwerben. Auf dem Cover ist neben dem Unheilig-Schriftzug eine brennende Kerze vor einem schwarzen / dunklen Hintergrund zu sehen.

## Rezeption
Auf der Seite www.gedankendeponie.net schrieb der Rezensent: „Frohes Fest ist genau das richtige Weihnachtsalbum für alle, die zur Weihnachtszeit keinen Weichspülpop wollen, sondern durchaus auch für eine düstere, aber dennoch besinnliche Weihnachtsstimmung zu erwärmen sind.“

## Titelliste
| #   | Titel                             | Länge |
| --- | --------------------------------- | ----- |
| 1.  | Sternzeit (1. Strophe)            | 2:13  |
| 2.  | Kling, Glöckchen, klingelingeling | 4:11  |
| 3.  | Leise rieselt der Schnee          | 5:09  |
| 4.  | O Tannenbaum                      | 4:32  |
| 5.  | Sternzeit (2. Strophe)            | 1:28  |
| 6.  | Süßer die Glocken nie klingen     | 5:23  |
| 7.  | Als ich bei meinen Schafen wacht  | 5:56  |
| 8.  | Vollendung                        | 3:58  |
| 9.  | Morgen kommt der Weihnachtsmann   | 5:03  |
| 10. | Sternzeit (3. Strophe)            | 1:30  |
| 11. | Schneeflöckchen, Weißröckchen     | 5:29  |
| 12. | Still, still, still               | 6:36  |
| 13. | Ihr Kinderlein, kommet            | 6:06  |
| 14. | Stille Nacht, heilige Nacht       | 7:00  |
| 15. | Sternzeit (4. Strophe)            | 3:42  |

### Bonus-CD (Tannenbaum-EP)
| #  | Titel                                                | Länge |
| -- | ---------------------------------------------------- | ----- |
| 1. | O Tannenbaum                                         | 3:38  |
| 2. | O Tannenbaum (Unheilig feat. Toxic Radio Edit)       | 3:14  |
| 3. | Vorweihnachtszeit                                    | 4:13  |
| 4. | O Tannenbaum (Der Graf Club Edit)                    | 6:27  |
| 5. | Knecht Rubrecht                                      | 5:15  |
| 6. | O Tannenbaum (Unheilig feat. Toxic Radio Club Remix) | 6:03  |
| 7. | Weihnachtszeit                                       | 2:45  |